# Дългата целувка за лека нощ
„Дългата целувка за лека нощ“ (на английски: The Long Kiss Goodnight) е американски игрален филм (екшън) от 1996 година, режисиран и продуциран от Рени Харлин, по сценарий на Шейн Блек (който е също продуцент на филма) и в главните роли участват Джина Дейвис и Самюъл Джаксън. Филмът излиза на екран от 11 октомври 1996 г.

## Дублаж

### bTV
| Преводач            | Антония Халачева                                                              |
| Тонрежисьор         | Наско Кашаров                                                                 |
| Режисьор на дублажа | Албена Павлова                                                                |
| Озвучаващи артисти  | Силвия Лулчева Златина Тасева Христо Чешмеджиев Димитър Иванчев Христо Узунов |